# Gruzja na Mistrzostwach Świata w Lekkoatletyce 2017
Gruzja na Mistrzostwach Świata w Lekkoatletyce 2017 – reprezentacja Gruzji podczas Mistrzostw Świata w Londynie liczyła 1 zawodnika, który nie zdobył medalu.

## Rezultaty
| Zawodnik             | Konkurencja | Finał    | Finał   |
| Zawodnik             | Konkurencja | Rezultat | Pozycja |
| -------------------- | ----------- | -------- | ------- |
| Daviti Kharazishvili | maraton     | 2:24:24  | 54.     |